# Annsjön, Dalarna
Annsjön är en sjö i Gagnefs kommun i Dalarna och ingår i Dalälvens huvudavrinningsområde. Sjön har en area på 0,264 kvadratkilometer och ligger 230 meter över havet.

## Delavrinningsområde
Annsjön ingår i det delavrinningsområde (671660-145625) som SMHI kallar för Utloppet av Annsjön. Medelhöjden är 278 meter över havet och ytan är 3,22 kvadratkilometer. Det finns inga avrinningsområden uppströms utan avrinningsområdet är högsta punkten. Vattendraget som avvattnar avrinningsområdet har biflödesordning 3, vilket innebär att vattnet flödar genom totalt 3 vattendrag innan det når havet efter 250 kilometer. Avrinningsområdet består mestadels av skog (76 procent). Avrinningsområdet har 0,25 kvadratkilometer vattenytor vilket ger det en sjöprocent på 7,6 procent.